# Tyler James Williams
Tyler James Williams (Nova Iorque, 9 de outubro de 1992) é um ator, dublador e rapper estadunidense. Iniciou sua carreira como ator infantil, fazendo participações em Saturday Night Live, Little Bill e Sesame Street, até ganhar destaque interpretando o personagem-título, inspirado em Chris Rock, na sitcom Everybody Hates Chris (2006–09).
Depois disso, ele estrelou como o compositor Cyrus DeBarge no filme original do Disney Channel, Let It Shine (2012), e como Noah na série The Walking Dead (2014–15). Ele atualmente estrela como Gregory Eddie no seriado Abbott Elementary, pelo qual recebeu aclamação da crítica e um Emmy do Primetime de melhor ator numa série de comédia.

## Biografia
Nascido em Nova Iorque e criado em Yonkers, sua mãe, Angela Williams, é cantora e compositora, e seu pai, Le'Roy Williams, é um sargento da polícia de Nova Iorque. Tyler tem dois irmãos mais novos, também atores: Tyrel Jackson Williams, nascido em 1997, e Tylen Jacob Williams, nascido em 2001.

## Vida pessoal
Discreto em sua vida pessoal, sempre manteve relacionamentos esporádicos com cantoras, atrizes e modelos, mas sem assumir para a mídia algum compromisso fixo. Em 2015 iniciou um relacionamento sério com a modelo russa Anastasia Baranova, mas só assumiu a relação publicamente em 2017. Ambos ficaram noivos em 2018 e até hoje mantém uma relação estável.
Desde os 18 anos vive sozinho em seu próprio apartamento, em Los Angeles.

### Saúde
Desde a infância o artista é portador da Doença de Crohn. É recorrente suas internações devido as crises de dor. Em 2017 o ator perdeu cinco quilos em cinco dias, e passou por três cirurgias no sistema digestivo, em menos de três meses. Em uma delas, precisou retirar uma parte do intestino. O ator tatuou as datas dos três procedimentos cirúrgicos em seu braço. Ele toma remédios controlados, de forma contínua, e faz exercícios físicos, principalmente musculação, além de dieta para diminuir os sintomas desta doença crônica.

## Carreira
Em 2000 trabalhou emprestando sua voz para o personagem Bobby da série animada Little Bill. Em 2005, Williams conseguiu o papel principal da série Everybody Hates Chris, na qual atuou até maio de 2009. Além disso, ele atuou na série Law & Order: Special Victims Unit, no show Hi-jinks junto com a co-estrela de Everybody Hates Chris, Tichina Arnold e fez uma ponta no filme Two for the Money (Tudo por Dinheiro), com Matthew McConaughey, Al Pacino e Rene Russo.
Em 2005, Williams emprestou sua voz duas vezes: para o filme The Ant Bully (Lucas, um Intruso no Formigueiro), que contém vozes de Julia Roberts, Nicolas Cage, Meryl Streep e Paul Giamatti, e para o filme Everyone's Hero, que contém vozes de William H. Macy, Rob Reiner, Raven-Symoné e Whoopi Goldberg. No mesmo ano atuou no filme Unaccompanied Minors (Menores Desacompanhados). Em 2007, aos quatorze anos, Tyler ganhou o prêmio NAACP como "Melhor Ator em Série de Comédia", sendo o mais jovem ator a ganhar este prêmio. Em 2011 faz participação no Episódio "London" da Série Dr. House. Atualmente atua na série de comédia Go On, fazendo o papel de um integrante de um grupo terapia chamado Owen. Tyler também adora rap, gosta de ouvir musica de 50 Cent, Snoop Dogg, Eminem, Wiz Khalifa etc.
Em 10 de janeiro de 2023, Williams recebeu o Globo de Ouro de melhor ator coadjuvante de comédia ou drama, por Abbott Elementary. Essa vitória quebrou um tabu de 11 anos: o último ator de comédia que ganhou prêmio de melhor coadjuvante na premiação foi Chris Colfer, por Glee, em 2011.

## Filmografia

### Filme
| Ano  | Título                            | Personagem                  | Notas                                                     |
| ---- | --------------------------------- | --------------------------- | --------------------------------------------------------- |
| 2000 | Little Bill                       | Bobby                       | 15 episódios                                              |
| 2000 | Sesame Street                     | Ele mesmo                   | Vários episódios (2002-2005)                              |
| 2003 | Late Night with Conan O'Brien     |                             |                                                           |
| 2003 | Saturday Night Live               | Filho adotivo de Jack Black |                                                           |
| 2005 | Law & Order: Special Victims Unit | Kyle McGovern               | (1 episódio)                                              |
| 2005 | Todo Mundo Odeia o Chris          | Chris Rock                  | Protagonista (2005-2009)                                  |
| 2005 | Hi-Jinks                          | Ele mesmo                   | (1 episódio)                                              |
| 2006 | Unaccompanied Minors              | Charlie                     | Filme                                                     |
| 2006 | The Ant Bully                     | Voz adicional               | Filme                                                     |
| 2006 | Everyone's Hero                   | Voz adicional               | Filme                                                     |
| 2009 | The Cleaner                       | Kenji Simon                 | (1 episódio)                                              |
| 2009 | True Jackson, VP                  | Justin Webber               | (2 episódios)                                             |
| 2010 | Batman: The Brave and the Bold    | Firestorm                   | Voz (1 episódio)                                          |
| 2011 | House, M.D                        | Landon                      | (1 episódio)                                              |
| 2012 | Let It Shine                      | Cyrus DeBarge               | Filme                                                     |
| 2012 | Go On                             | Owen                        | Série de TV                                               |
| 2012 | Lab Rats                          | Leo do Futuro               | Participação Especial (1 episódio)                        |
| 2014 | The Walking Dead                  | Noah                        | Série de TV (2014-2015)                                   |
| 2014 | Dear White People                 | Lionel Higgins              | Filme                                                     |
| 2015 | Criminal Minds                    | Analista da BAU             | 1 Episódio                                                |
| 2016 | Criminal Minds: Beyond Borders    | Analista da BAU             | Papel Regular (Equivalente à Penelope Garcia) (2016-2017) |
| 2019 | Whiskey Cavalier                  | Edgar Standish              | Elenco principal                                          |
| 2019 | Um Casamento a Mais               | Jake Riddick                | Filme                                                     |

### Televisão
| Ano           | Título                            | Papel                                                  | Notas                                                                            |
| ------------- | --------------------------------- | ------------------------------------------------------ | -------------------------------------------------------------------------------- |
| 1999–2003     | Saturday Night Live               | Jack Black's adopted son / Young Boy / Entari Shakunte | 3 episódios                                                                      |
| 2000          | Sesame Street                     | Tyler                                                  | 10 episódios                                                                     |
| 2000–2002     | Little Bill                       | Bobby                                                  | Voice, 6 episódios                                                               |
| 2004          | Judge Mooney                      | Melvin                                                 |                                                                                  |
| 2005          | Law & Order: Special Victims Unit | Kyle McGovern                                          | Episódio: "Parts"                                                                |
| 2005–2009     | Todo Mundo Odeia o Chris          | Chris                                                  | Papel principal; 88 episódios                                                    |
| 2009          | The Cleaner                       | Kenji Simon                                            | Episódio: "Last American Casualty"                                               |
| 2009          | True Jackson, VP                  | Justin                                                 | 2 episódios                                                                      |
| 2010          | Batman: The Brave and the Bold    | Jason Rusch / Firestorm                                | Voz, 3 episódios                                                                 |
| 2010          | Our Show                          |                                                        | Filme de televisão                                                               |
| 2011          | House                             | Landon                                                 | Episódio: "Carrot or Stick"                                                      |
| 2012          | Lab Rats                          | Future Leo                                             | Episódio: "Back from the Future"                                                 |
| 2012          | Let It Shine                      | Cyrus DeBarge / Truth                                  | Filme de televisão                                                               |
| 2012–2013     | Go On                             | Owen Lewis                                             | Series regular                                                                   |
| 2014          | Key & Peele                       | Jaleel White                                           | Episódio: "Family Matters"                                                       |
| 2014–2015     | The Walking Dead                  | Noah                                                   | Recurring role; season 5                                                         |
| 2015          | Criminal Minds                    | Russ "Monty" Montgomery                                | Episódio: "Beyond Borders"                                                       |
| 2015          | Ballers                           | Water boy                                              | Episódio: "Raise Up"                                                             |
| 2015          | Instant Mom                       | Jamal                                                  | Episódio: "Jamal in the Family"                                                  |
| 2015          | Comedy Bang! Bang!                | Temptation                                             | Episódio: "Brie Larson Wears a Billowy Long-Sleeve Shirt and White Saddle Shoes" |
| 2016          | RePlay                            | Nate                                                   | Main role, web series                                                            |
| 2016–2017     | Criminal Minds: Beyond Borders    | Russ "Monty" Montgomery                                | Main role                                                                        |
| 2018          | Dear White People                 | Carson Rhodes                                          | 2 episódios                                                                      |
| 2019          | Whiskey Cavalier                  | Edgar Standish                                         | Main role                                                                        |
| 2019          | A Black Lady Sketch Show          | Rome                                                   | Episódio: "Where Are My Background Singers?"                                     |
| 2021–presente | Abbott Elementary                 | Gregory Eddie                                          | Main role                                                                        |

## Discografia
- Let It Shine Soundtrack (2012)
- Me, My Brother, And A Mic (2015)

## Prêmios e indicações

#### NAACP Image Award
| Ano  | Categoria                       | Título                | Resultado |
| ---- | ------------------------------- | --------------------- | --------- |
| 2006 | Melhor Ator em Série de Comédia | Everybody Hates Chris | Indicado  |
| 2007 | Melhor Ator em Série de Comédia | Everybody Hates Chris | Venceu    |
| 2008 | Melhor Ator em Série de Comédia | Everybody Hates Chris | Indicado  |
| 2009 | Melhor Ator em Série de Comédia | Everybody Hates Chris | Indicado  |
| 2010 | Melhor Ator em Série de Comédia | Everybody Hates Chris | Indicado  |
| 2018 | Melhor Filme Independente       | Detroit               | Venceu    |

#### Teen Choice Awards
| Ano  | Categoria            | Título                | Resultado |
| ---- | -------------------- | --------------------- | --------- |
| 2006 | Melhor Ator: Comédia | Everybody Hates Chris | Indicado  |

#### Prêmios Globo de Ouro
| Ano  | Categoria                                           | Título            | Resultado |
| ---- | --------------------------------------------------- | ----------------- | --------- |
| 2023 | Melhor Ator Coadjuvante em série de Comédia/Musical | Abbott Elementary | Venceu    |

#### Prêmios Critics' Choice Television
| Ano  | Categoria                                   | Título            | Resultado |
| ---- | ------------------------------------------- | ----------------- | --------- |
| 2023 | Melhor Ator Coadjuvante em Série de Comédia | Abbott Elementary | Indicado  |